# Anatol Teslev
Anatol Teslev (n. 15 septembrie 1947, Chișinău, RSS Moldovenească, URSS) este un fost fotbalist și actual antrenor de fotbal din Republica Moldova. Cea mai mare parte a carierei de fotbalist și-a petrecut-o la Zimbru Chișinău (numit în acea perioadă Avântul, apoi Moldova și Nistru), pentru care a jucat peste 200 de meciuri.
În perioada mai-octombrie 2006, Anatol Teslev a fost antrenor principal al echipei națională de fotbal a Republicii Moldova.
În 1966 a devenit campion european cu naționala Under-18 a Uniunii Sovietice.
Teslev mai activat ca vicepreședinte, secretar general și director sportiv al Federației Moldovenești de Fotbal și în consiliul de administrație al cluburilor FC Zimbru Chișinău și FC Constructorul Chișinău. În prezent este director sportiv al clubului CSCT Buiucani.